# Canarium schweinfurthii
Canarium schweinfurthii är en tvåhjärtbladig växtart som beskrevs av Adolf Engler. Canarium schweinfurthii ingår i släktet Canarium och familjen Burseraceae. Inga underarter finns listade i Catalogue of Life.